# Эктропион шейки матки
Эктропион — осложненная форма эктопии шейки матки. Его ещё называют выворотом слизистой оболочки канала шейки матки. Данное заболевание может быть как врожденным, так и приобретенным.

## Причины возникновения
Если эктропион приобретенный, то причины возникновения могут быть следующие:
Разрывы шейки матки, например, родовые травмы. Причинами этого могут быть сложные роды, некоторые виды предлежания плода, крупный плод.
Неправильное наложение швов на поврежденные ткани шейки матки.
Искусственный аборт, особенно на поздних сроках беременности.
Различные операции на матке, которые могут повреждать целостность тканей

## Симптомы
Очень часто симптомы могут полностью отсутствовать.
Однако в ряде случаев, когда данное заболевание осложняется какими-либо дополнительными инфекциями, то могут наблюдаться следующие симптомы:
- боли в пояснице и внизу живота
- усиление прозрачных или молочных выделений
- нарушение менструального цикла
- кровянистые выделения, возникающие при контакте

## Диагностика
1. Осмотр гинеколога. Доктор с помощью специальных инструментов осматривает состояние матки, и уже в этот момент замечает рубцы и повреждения, после чего назначает детальный анализ.
2. Кольпоскопия. Назначается как дополнительно исследование для выявления других заболеваний (лейкоплакии, псевдоэрозии) и, соответственно, дает материал для дальнейших исследований
3. Цитология и гистология. Данные исследования проводят по результатам кольпоскопии, если есть подозрение на какие-либо другие заболевания.
4. Гормональные исследования. Проводятся, если эктропион врожденный.
5. Гистероскопия.

## Лечение
Лечение обязательно и должно проводиться как можно быстрее, потому что данное заболевание может дать серьезные осложнения. Методы лечения выбираются исходя из степени заболевания
Основные методы лечения:
- Медикаментозная терапия. Назначается в случае, когда заболевание находится на ранней стадии и поддается простому лечению. В остальных случаях медикаментозная терапия назначается как дополнительная к основному методу лечения. Она включает в себя противовоспалительные, гормональные, противовирусные, иммуномодулирующие препараты)
- Криотерапия (лечение жидким азотом). Её проводят при врожденном эктропионе, если данное лечение не эффективно, то применяют хирургические методы.
- Конизация — удаление поврежденного участка шейки матки. Данную процедуру можно выполнять с помощью лазера, радиоволн, ультразвука и медицинского скальпеля

Прижигание электрическим током (диатермокоагуляция) проводится, как правило, для лечения эрозированного эктропиона шейки матки.